# فرانسیس سی. بارلو
فرانسیس سی. بارلو (انگلیسی: Francis C. Barlow; ۱۹ اکتبر ۱۸۳۴ – ۱۱ ژانویهٔ ۱۸۹۶) فرد نظامی اهل ایالات متحده آمریکا بود.